# Verrucella pseudoantipathes
Verrucella pseudoantipathes är en korallart som först beskrevs av Rudolf Albert von Kölliker 1865.  Verrucella pseudoantipathes ingår i släktet Verrucella och familjen Ellisellidae. Inga underarter finns listade i Catalogue of Life.